# Loïc Wacquant
Loïc Wacquant (nacido en 1960 en Nîmes, Francia) es un sociólogo especializado en sociología urbana, pobreza urbana, sociología criminológica, desigualdad racial, cuerpo, etnografía y teoría social.
Wacquant es actualmente Profesor de Sociología e Investigador Asociado en el Earl Warren Legal Institute, Universidad de California, Berkeley, donde es también afiliado al Programa en Antropología Médica y el Centro para la Etnografía Urbana, e Investigador en el Centre de sociologie européenne en París. 

## Carrera y formación
Wacquant nació en Nîmes y creció en Montpellier, sur de Francia, y se formó en economía y sociología en Francia y los Estados Unidos. Fue un estudiante y cercano colaborador de Pierre Bourdieu. Se graduó por primera vez en HEC Paris. También trabajó estrechamente con William Julius Wilson en la Universidad de Chicago, donde recibió su doctorado en sociología en 1994. Wacquant ha publicado más de cien artículos en revistas de sociología, antropología, estudios urbanos, filosofía y teoría social. Es también cofundador y editor de la revista interdisciplinaria Ethnography, así como colaborador de Le Monde Diplomatique. Sus investigaciones principales han sido realizadas en guetos de Chicago, en suburbios de París, y en prisiones de los Estados Unidos y Brasil.

## Pensamiento
El trabajo de Wacquant explora y enlaza áreas diversas de indagación sobre el cuerpo, desigualdad urbana, guetización, y el desarrollo del castigo como institución dirigida hacia poblaciones pobres y estigmatizadas. Su interés en estos temas deriva de su experiencia en el gueto negro, como estudiante de posgrado en la Universidad de Chicago a mediados de los 1980s. Comentando esta experiencia en The New York Times en 2003 dijo: "nunca había visto tales escenas de desolación. Recuerdo pensar: es como Beirut. O Dresden después de la guerra. Fue realmente un shock." Su trayectoria intelectual e intereses están desglosados en el artículo "El Cuerpo, el Ghetto, y el Estado Penal" (2008)
Wacquant ofrece una teoría de alcance medio, pertinente para analizar el racismo americano contra negros en la sociedad contemporánea. El gueto y la prisión son, para todo propósito práctico, indistinguibles, reforzándose mutuamente para asegurar la exclusión de afroamericanos del resto de la sociedad, con auspicio gubernamental. Tal como Wacquant lo caracteriza: la prisión tendría que ser vista como un gueto judicial y el gueto como una prisión extrajudicial. Tomados en conjunto, ambos constituyen parte de un 'continuo carcelario'. Para entender este concepto, Wacquant argumenta en favor de un marco analítico que unifique la expansión de la prisión y el deterioro del mercado de trabajo, resultando en una profundización de la marginalización, junto a la subordinación social y política de poblaciones estigmatizadas y difamadas. Inspirado en Bourdieu, Wacquant analiza los constreñimientos estructurales y sus consecuencias. Tal como Bourdieu, se esfuerza en proporcionar una perspectiva más matizada que otras formulaciones, más reducidas en su contenido explicativo, de la realidad social (cf. Rusche y Kirchheimer Castigo y Estructura Social, referenciado por Wacquant en su Castigar a los Pobres (2009)).
El prefacio de la segunda edición en español de Las cárceles de la miseria, analiza la difusión hacia América Latina de las políticas de mano dura y tolerancia cero al delito, a comienzos del siglo XXI. Esta importación coincide con un momento de fuerte deslegitimación en sus lugares de origen. La figura de William Bratton, jefe de policía de la ciudad de Nueva York, es uno de sus principales exponentes. Según Wacquant, la eficacia de estas políticas para la reducción del delito es cuestionable, al tiempo que conllevan una serie de efectos adversos tales como degradación de la imagen policial e institucional y vulneración de derechos hacia los sectores populares. La idea de prevención contenida en este modelo conlleva prejuicios racialistas y de clase. En función de ello, propone que, en lugar de tolerancia cero, estas políticas sean denominadas como de intolerancia selectiva.

## Libros en español
- Wacquant, Loïc (2001) Parias urbanos. Marginalidad en la ciudad a comienzos del milenio. Buenos Aires: Manantial.
- Wacquant, Loïc (2001) Las cárceles de la miseria. Madrid: Alianza. (2010) Segunda Edición Ampliada. Buenos Aires: Manantial. (2023) Madrid: Editorial Irrecuperables
- Wacquant, Loïc (2006) Entre las cuerdas. Cuadernos de un aprendiz de boxeador. Buenos Aires: Siglo XXI.
- Bourdieu, Pierre y Wacquant, Loïc (2005) Una Invitación a la Sociología Reflexiva. Buenos Aires: Siglo XXI.
- Wacquant, Loïc (2009) Castigar los Pobres: El Gobierno Neoliberal de Inseguridad Social. Barcelona: Gedisa.
- Wacquant, Loïc (2013) Los condenados de la ciudad. Gueto, periferias y Estado. Buenos Aires: Siglo XXI.
- Wacquant, Loïc (2015) Las dos caras de un gueto. Ensayos sobre marginalización y penalización. Buenos Aires: Siglo XXI.